# 73 км (зупинний пункт, Одеська залізниця)
73 кілометр — пасажирський залізничний зупинний пункт Одеської дирекції Одеської залізниці на лінії Побережжя — Підгородна.
Розташований на заході села Вишневе Любашівського району Одеської області між станціями Заплази (6 км) та Любашівка (4 км).
На платформі зупиняються приміські поїзди